# Stenodynerus mayus
Stenodynerus mayus är en stekelart som först beskrevs av Henri Saussure 1857.  Stenodynerus mayus ingår i släktet smalgetingar, och familjen Eumenidae. Inga underarter finns listade i Catalogue of Life.